# Navarrenx
Pour les articles homonymes, voir Navarrenx (homonymie).
Navarrenx (prononcer [navaʁɛ̃ks] ; en béarnais Navarrencs ou Nabarréncs) est une commune française située dans le département des Pyrénées-Atlantiques (Béarn), en région Nouvelle-Aquitaine.
Le gentilé est Navarrais.
En 2014, la commune a été admise à rejoindre l’association Les Plus Beaux Villages de France.

## Géographie

### Localisation
La commune de Navarrenx se trouve dans le département des Pyrénées-Atlantiques, en région Nouvelle-Aquitaine.
Elle se situe à 41 km par la route de Pau, préfecture du département, à 22 km d'Oloron-Sainte-Marie, sous-préfecture, et à 15 km de Mourenx, bureau centralisateur du canton du Cœur de Béarn dont dépend la commune depuis 2015 pour les élections départementales.
La commune est par ailleurs ville-centre du bassin de vie de Navarrenx.
Les communes les plus proches sont : 
Susmiou (1,5 km), Jasses (1,6 km), Méritein (1,6 km), Sus (1,8 km), Castetnau-Camblong (1,9 km), Bastanès (3,0 km), Dognen (3,6 km), Gurs (3,9 km).
Sur le plan historique et culturel, Navarrenx fait partie de la province du Béarn, qui fut également un État et qui présente une unité historique et culturelle à laquelle s’oppose une diversité frappante de paysages au relief tourmenté.

### Communes limitrophes
Les communes limitrophes sont Castetnau-Camblong, Jasses, Méritein, Ogenne-Camptort, Sus, Susmiou et Vielleségure.
| Castetnau-Camblong | Méritein  | Vielleségure    |
| Susmiou            | Navarrenx | Ogenne-Camptort |
| Sus                | Jasses    |                 |

### Hydrographie

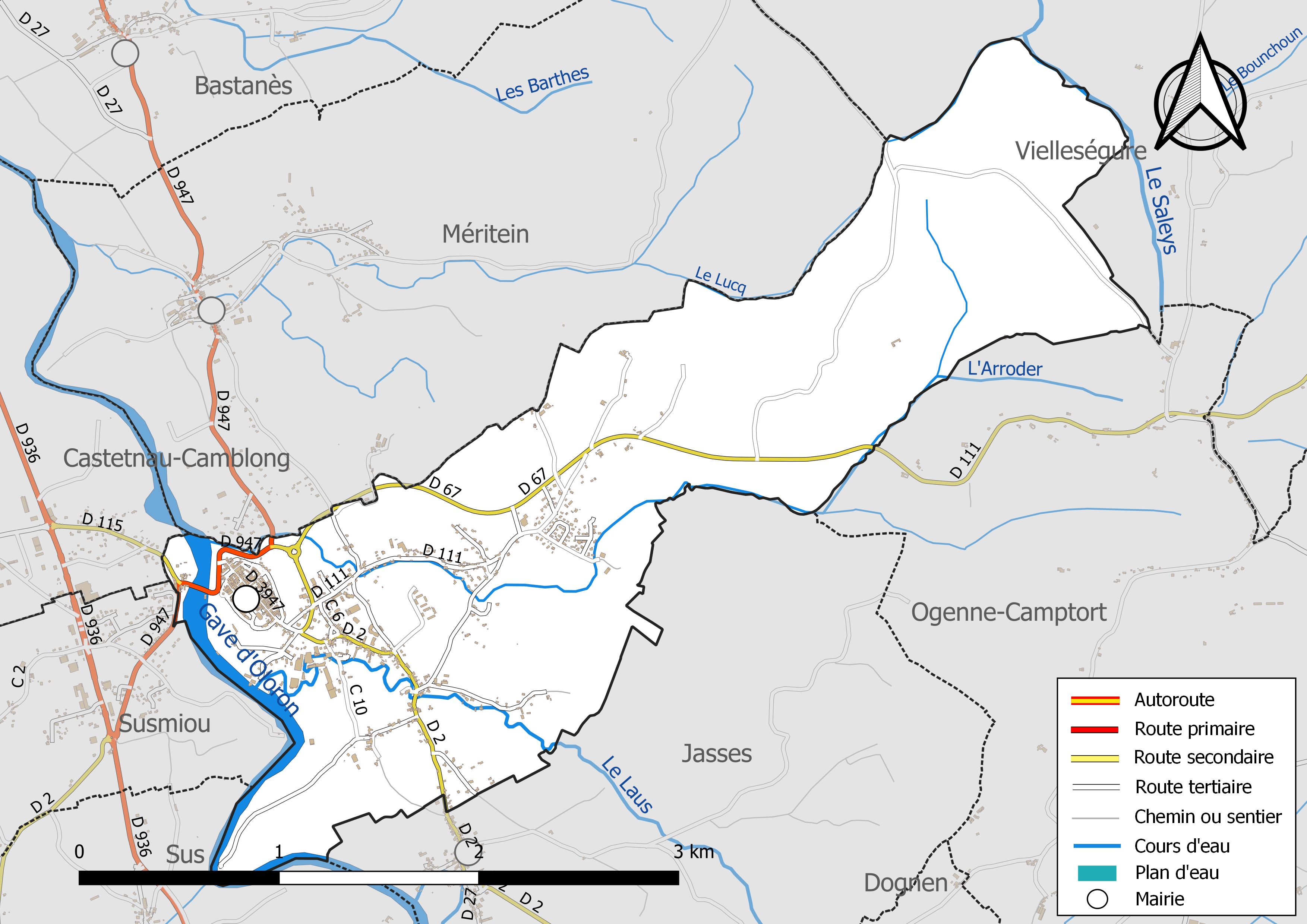
Réseaux hydrographique et routier de Navarrenx.

La commune est drainée par le gave d'Oloron, le Saleys, le Laüs, l'Arroder, le Geronis, le Lucq, et par divers petits cours d'eau, constituant un réseau hydrographique de 10 km de longueur totale,.
Le gave d'Oloron, d'une longueur totale de 148,8 km, prend sa source dans la commune de Laruns et s'écoule vers le nord-ouest. Il traverse la commune et se jette dans le gave de Pau à Sorde-l'Abbaye, après avoir traversé 64 communes.
Le Saleys, d'une longueur totale de 48,7 km, prend sa source dans la commune d'Ogenne-Camptort et s'écoule du sud-est vers le nord-ouest. Il traverse la commune et se jette dans le gave d'Oloron à Carresse-Cassaber, après avoir traversé 13 communes.
Le Laüs, d'une longueur totale de 10,6 km, prend sa source dans la commune de Lucq-de-Béarn et s'écoule d'est en ouest. Il traverse la commune et se jette dans le gave d'Oloron sur le territoire communal, après avoir traversé 6 communes.
Navarrenx est un centre de pêche au saumon avec le pool Masseys et sa passe à poisson. La fête du saumon est organisée chaque année[réf. nécessaire].

### Climat
Pour des articles plus généraux, voir Climat de la Nouvelle-Aquitaine et Climat des Pyrénées-Atlantiques.
Historiquement, la commune est exposée à un climat de montagne.  
En 2020, Météo-France publie une typologie des climats de la France métropolitaine dans laquelle la commune est toujours exposée à un climat de montagne et est dans la région climatique Pyrénées atlantiques, caractérisée par une pluviométrie élevée (>1 200 mm/an) en toutes saisons, des hivers très doux (7,5 °C en plaine) et des vents faibles.
Pour la période 1971-2000, la température annuelle moyenne est de 13,4 °C, avec une amplitude thermique annuelle de 13,8 °C. Le cumul annuel moyen de précipitations est de 1 224 mm, avec 12,2 jours de précipitations en janvier et 8,3 jours en juillet. Pour la période 1991-2020, la température moyenne annuelle observée sur la station météorologique la plus proche, située sur la commune de Monein à 15 km à vol d'oiseau, est de 14,2 °C et le cumul annuel moyen de précipitations est de 1 228,6 mm,. Pour l'avenir, les paramètres climatiques de la commune estimés pour 2050 selon différents scénarios d’émission de gaz à effet de serre sont consultables sur un site dédié publié par Météo-France en novembre 2022.

### Milieux naturels et biodiversité

#### Réseau Natura 2000
Le réseau Natura 2000 est un réseau écologique européen de sites naturels d'intérêt écologique élaboré à partir des Directives « Habitats » et « Oiseaux », constitué de zones spéciales de conservation (ZSC) et de zones de protection spéciale (ZPS).
Un site Natura 2000 a été défini sur la commune au titre de la « directive Habitats » : « le gave d'Oloron (cours d'eau) et marais de Labastide-Villefranche », d'une superficie de 2 547 ha, une rivière à saumon et écrevisse à pattes blanches,.

#### Zones naturelles d'intérêt écologique, faunistique et floristique
L’inventaire des zones naturelles d'intérêt écologique, faunistique et floristique (ZNIEFF) a pour objectif de réaliser une couverture des zones les plus intéressantes sur le plan écologique, essentiellement dans la perspective d’améliorer la connaissance du patrimoine naturel national et de fournir aux différents décideurs un outil d’aide à la prise en compte de l’environnement dans l’aménagement du territoire.
Deux ZNIEFF de type 2 sont recensées sur la commune, : 
- le « réseau hydrographique du gave de Pau et ses annexes hydrauliques » (3 000,84 ha), couvrant 71 communes dont 10 dans les Landes, 59 dans les Pyrénées-Atlantiques et 2 dans les Hautes-Pyrénées[25] ;
- le « réseau hydrographique du gave d'Oloron et de ses affluents » (6 885,32 ha), couvrant 114 communes dont 2 dans les Landes et 112 dans les Pyrénées-Atlantiques[26].

## Urbanisme

### Typologie
Au 1er janvier 2024, Navarrenx est catégorisée bourg rural, selon la nouvelle grille communale de densité à sept niveaux définie par l'Insee en 2022.
Elle appartient à l'unité urbaine de Navarrenx, une agglomération intra-départementale regroupant six  communes, dont elle est ville-centre,,. La commune est en outre hors attraction des villes,.

### Occupation des sols

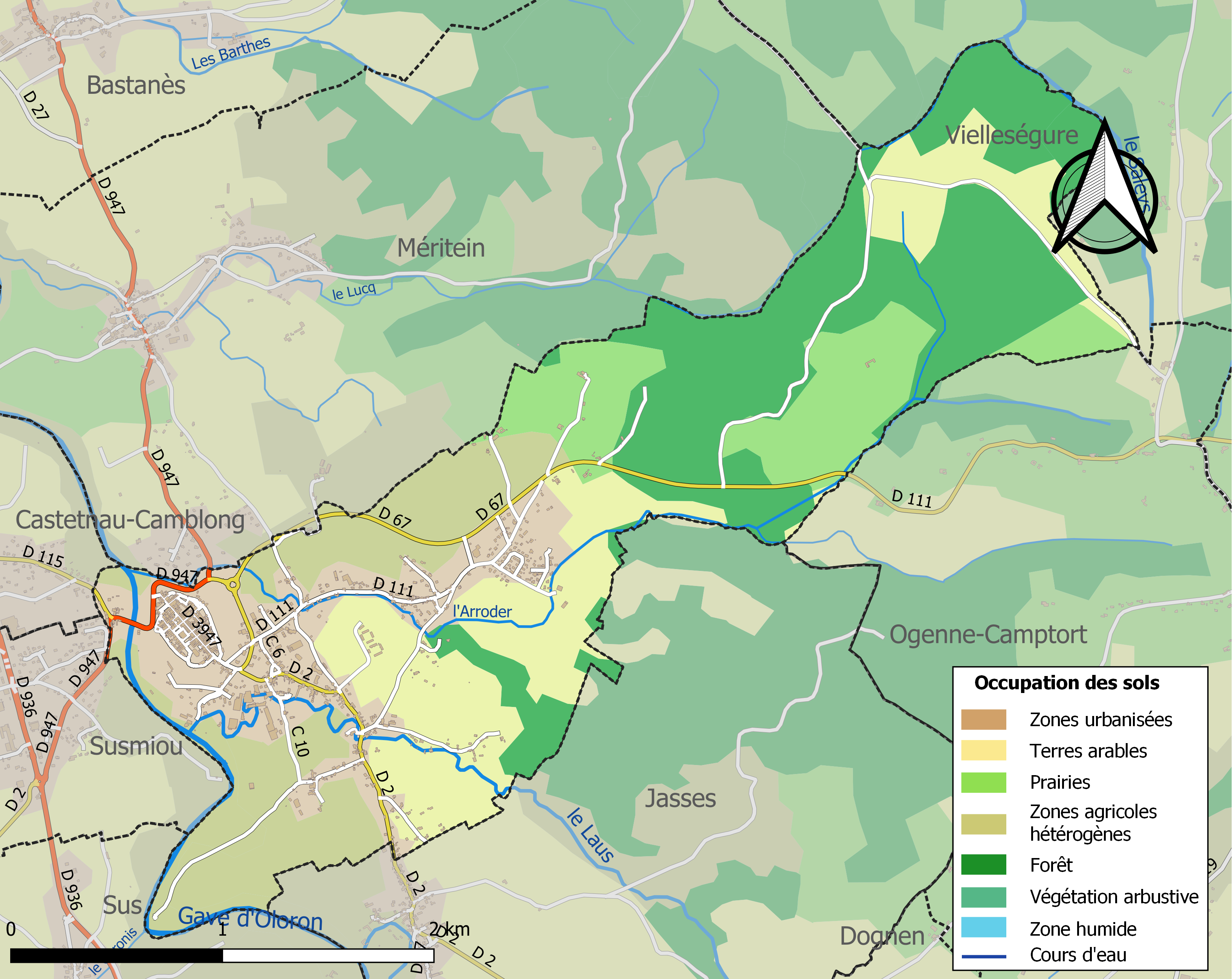
Carte des infrastructures et de l'occupation des sols de la commune en 2018 (CLC).

L'occupation des sols de la commune, telle qu'elle ressort de la base de données européenne d’occupation biophysique des sols Corine Land Cover (CLC), est marquée par l'importance des territoires agricoles (52 % en 2018), en diminution par rapport à 1990 (56,8 %). La répartition détaillée en 2018 est la suivante : 
forêts (31,1 %), terres arables (21,9 %), zones agricoles hétérogènes (17,5 %), zones urbanisées (16,9 %), prairies (12,6 %). L'évolution de l’occupation des sols de la commune et de ses infrastructures peut être observée sur les différentes représentations cartographiques du territoire : la carte de Cassini (XVIIIe siècle), la carte d'état-major (1820-1866) et les cartes ou photos aériennes de l'IGN pour la période actuelle (1950 à aujourd'hui).

### Lieux-dits et hameaux
- au-delà du pont, quartier Mousseroles.
- à l'intérieur des remparts, le Bourg.
- à l'extérieur des remparts, après l'Esplanade, le Faubourg.
- en direction de Jasses : le quartier Bérérenx.
- en direction de Mourenx : le Bois, ancien quartier des cagots (Besiat).

### Voies de communication et transports

#### Sentiers de randonnée
La commune est une base de randonnées pédestres et à VTT avec ses nombreux circuits balisés.

### Risques majeurs
Le territoire de la commune de Navarrenx est vulnérable à différents aléas naturels : météorologiques (tempête, orage, neige, grand froid, canicule ou sécheresse), inondations et séisme (sismicité moyenne). Il est également exposé à un risque technologique,  le transport de matières dangereuses. Un site publié par le BRGM permet d'évaluer simplement et rapidement les risques d'un bien localisé soit par son adresse soit par le numéro de sa parcelle.

#### Risques naturels
Certaines parties du territoire communal sont susceptibles d’être affectées par le risque d’inondation par une crue torrentielle ou à montée rapide de cours d'eau, notamment le gave d'Oloron, le Laüs et le Saleys. La commune a été reconnue en état de catastrophe naturelle au titre des dommages causés par les inondations et coulées de boue survenues en 1982, 1983, 1999, 2009, 2018 et 2021,.

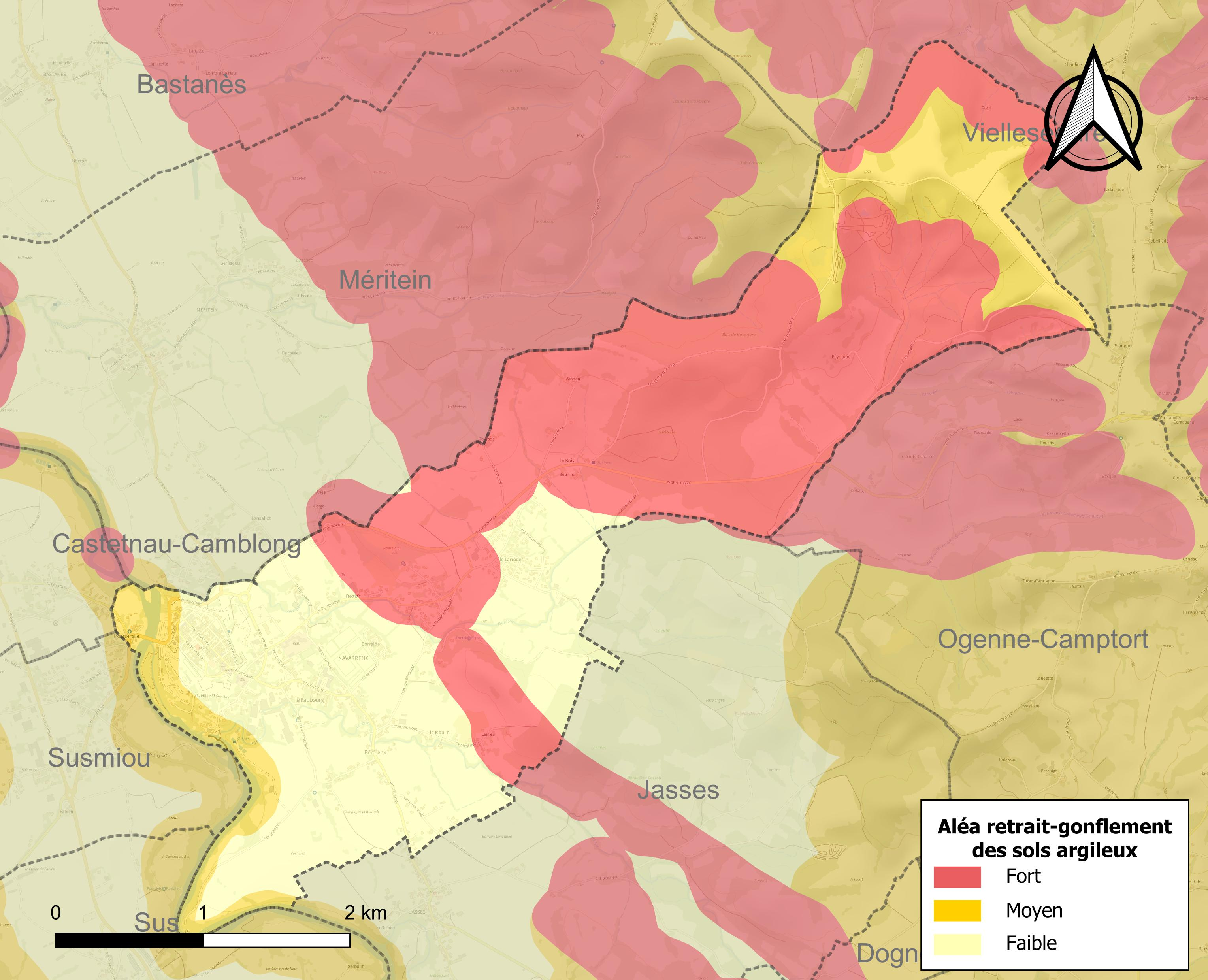
Carte des zones d'aléa retrait-gonflement des sols argileux de Navarrenx.

Le retrait-gonflement des sols argileux est susceptible d'engendrer des dommages importants aux bâtiments en cas d’alternance de périodes de sécheresse et de pluie. 66,8 % de la superficie communale est en aléa moyen ou fort (59 % au niveau départemental et 48,5 % au niveau national). Depuis le 1er octobre 2020, en application de la loi ELAN, différentes contraintes s'imposent aux vendeurs, maîtres d'ouvrages ou constructeurs de biens situés dans une zone classée en aléa moyen ou fort,.

## Toponymie

### Attestations anciennes
Navarrenx, /nabarēŋs/. Le suffixe -enx provient d'une confusion entre le suffixe -enc et le latin -ens lequel évolue normalement en -és /-ais,. Le toponyme est documenté sous les formes Navarrensis (XIe siècle)  et non pas sponda Navarrensis, comme gravé sur le parvis de l'hôtel de ville (Pierre de Marca), Navarrencxs (1235, réformation de Béarn), Navarencae (1286, Pierre de Marca), Navarrencs (1290, titres de Béarn), lo molii de Navarrencx, Sent-Germer de Navarrencx et l'espitau de Sent-Antoni de Navarrencx (respectivement 1385, 1387 et 1391, notaires de Navarrenx), Nabarrencxs (1477, contrats d'Ohix) et Navarrenx-Bérérenx à la suite de la réunion des deux communes en 1828.

### Étymologie
Il y a évidemment parenté entre le radical basque de la Navarre et de Navarrenx (idem pour le village voisin de Nabas : Navars), mais les philologues basques hésitent entre plusieurs étymologies.
Par contre, le seul lien historique entre les deux, contrairement aux dizaines de villages d'Espagne qui sont des peuplements de Navarrais hors du territoire de la Navarre (Navarrete, Navarretes, Navarro, Naharros, Narros, Narillos, Navarres…) vient du fait que c'est le roi de Navarre Henri d'Albret (né à Sangüesa) qui fit édifier les fortifications.

### Autres toponymes
Le toponyme Bérérenx est mentionné au XIe siècle (Pierre de Marca) et apparaît sous les formes Berarensis (vers 1100, cartulaire de Lucq), Berarengn (XIIe siècle, cartulaire de Lucq), Bererencx (1385, notaires de Navarrenx), Bererenxs et Berrerenxs (respectivement 1538 et 1546, réformation de Béarn), Sent Joan de Bererens (1612, insinuations du diocèse d'Oloron), Bererenz (1793 ou an II) et Berereux (1801, Bulletin des Lois).
Bererenx vient de l'anthroponyme gascon Berard avec le suffixe -enh, modifié ultérieurement.

### Graphie béarnaise
Son nom béarnais est Navarrencs ou Nabarréncs. À comparer avec le nom donné, de temps immémoriaux, par les basques Souletins voisins Nabarrenkoxe, mais aujourd'hui, sur les panneaux routiers bilingues il est inscrit en basque unifié Nabarrengose.

## Histoire

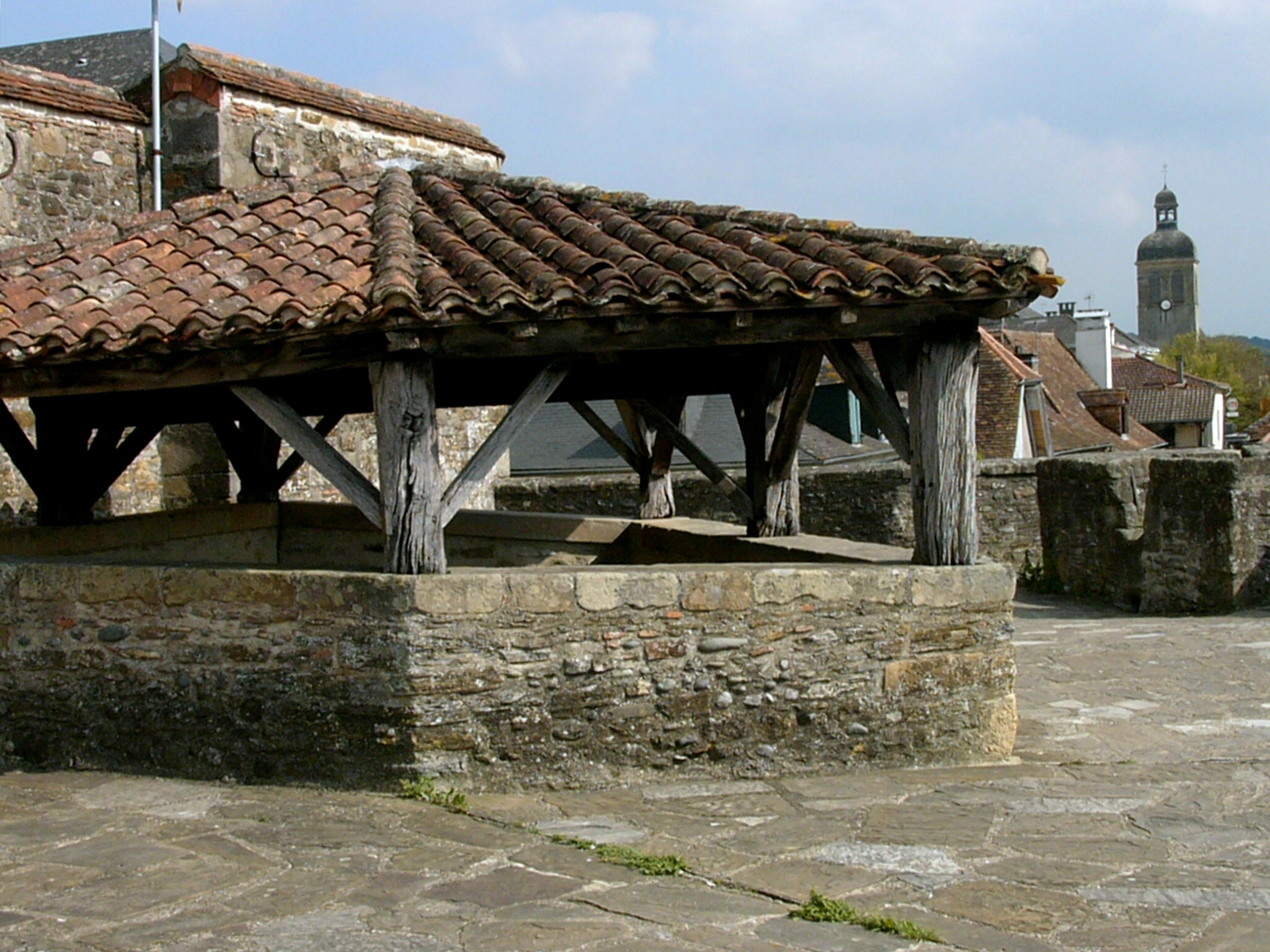
Puits de défense sur les remparts.

Vers 1078 une charte fait pour la première fois mention écrite du nom de la commune. Navarrenx (Navarrensis et non sponda Navarrensis) y est citée cinq fois. Il s'agit d'un accord perpétuel entre Centulle V de Béarn dit le jeune, vicomte de Béarn et d'Oloron, comte de Bigorre et son vassal Raimond-Guillaume Ier dit Salamace vicomte de Soule. Celui-ci se présentera à Navarrenx pour réparer les torts faits aux Béarnais par les Souletins. Il pourra en faire raison et justice soit par serment, soit en payant une amende, soit par ordalie. Dans ce cas le texte dit que le duel se fera, non pas sur la rive du gave du côté de la Soule, mais en la rive du côté de Navarrenx (Quod bellun fiet non in ripa Soulensi, sed in sponda Navarrensi). L'endroit est encore connu de nos jours sous le nom de camp batalhè.
Ce fut, dès l'origine, une ville frontière. En 1188 un pont en pierre est construit et un marché instauré. Soit notoire à tous que Mgr Gaston a considéré l'honneur et le profit qui revient à lui et à sa terre de Navarrenx. Il veut qu'il y ait à Navarrenx un pont de pierre et un marché de quinze en quinze jours le mercredi. Les limites du marché sont fixées dans cet espace resserré entre le Gave et le ruisseau qui passe au château et terminé d'un côté par le village et de l'autre par le chemin de Navarre qui passe par Meritein où la croix sert de borne.
La grande arche du pont sur le gave d'Oloron remonte au XIIIe siècle mais a perdu sa tour de défense, comme on peut encore en voir aux ponts d'Orthez ou à celui de Sauveterre-de-Béarn, un octroi y était perçu.
Sur la hauteur à l'ouest, au confluent du gave et du Larroder, se trouvait le château vicomtal «la Casterasse » (forteresse). En 1286, dans son testament,  Gaston VII Moncade  vicomte de béarn stipule, en accord avec les vieux fors, que ce château ne peut être ni aliéné ni hypothéqué.
En 1316, ayant obtenu le for de Morlaàs, elle dotée par la vicomtesse Marguerite Mathilde, d'une charte de Bastide, dont la place centrale et les rues à angle droit de Navarrenx gardent le souvenir.
Le bailliage de Navarrenx englobait en 1343 les communes d'Araujuzon, Audaux, Dognen, Gurs, Méritein, Sus, Laàs, Ossenx et le hameau de Geup (Castetbon).
En 1385, Navarrenx comptait 85 feux et Bérérenx 10. Il y avait à Bérérenx une abbaye laïque, vassale de la vicomté de Béarn.
En 1388, Gaston Fébus, comte de Foix, vicomte de Béarn fait emprisonner les jurats de Navarrenx jusqu'à ce que les habitants acceptent de contribuer aux réparations de son moulin sur le gave.
Entre 1412 et 1415, de nouvelles réparations furent effectuées par les cagots de l'arribère, sous la direction de Berduquet de Caresuran, architecte de valeur..
Le 24 juillet 1507, la ville prête foi et hommage à Catherine de Navarre pour le moulin fondat en lo fluby deu gabe.
Par privilège ce fort beau moulin appartiendra plus tard à la communauté de Navarrenx, dont les archives mettent en évidence le grand nombre de réparations effectuées. Lors de la suppression des droits féodaux l'État le séquestra pour le revendre en 1813 par adjudication publique.
En 1523, les Castillans conduits par Philibert de Chalon, Prince d'Orange, s'emparent de la ville et détruisent ses défenses.
Elles furent dotées d'un nouveau système de fortifications bastionnées dès 1538 à 1549 : Henri d'Albret et Marguerite d'Angoulême, rois de Navarre, par l'architecte italien Fabricio Siciliano, avec 1,66 km de remparts hauts de 10 mètres, aux murs calfeutrés de terre et percés de portes fortifiées, quatre bastions sur le modèle de la citadelle de Lucques, en Toscane, redans, demi-lune, échauguettes, galeries souterraines de contre-mines,. Un magasin à poudre et une fontaine militaire (1700 l/h en été) complètent ce système défensif ainsi qu'un arsenal construit ultérieurement (1680).
En 1569, elle devait prouver son efficacité en permettant aux huguenots béarnais de résister aux troupes françaises de Terride (Antoine de Lomagne), de mars à juillet, jusqu'à l'arrivée des secours de Gabriel de Montgommery. Les églises béarnaises et bigourdanes qui se trouvèrent sur le passage du régicide involontaire du roi Henri II subirent un vandalisme irréparable.
L'année 1620 voit la visite de Louis XIII venu imposer l'union du Béarn et de la Navarre à la France. La ville n'offre pas de résistance aux troupes royales, Il n'en coûta pas au roi la mèche d'un canon. Le souverain rétablit le culte catholique à Navarrenx en assistant à une messe chantée par l'évêque Arnaud IV de Maytie dans l'église même où sa grand-mère Jeanne d'Albret, reine de Navarre et souveraine de Béarn, avait publiquement fait profession d'attachement au calvinisme le jour de Pâques 1563. Pour conserver la mémoire de cet événement, il fit placer au-dessus du portail de l'église une couronne de lauriers avec l'écusson de France. Le jeune roi profita de son passage dans la cité pour récupérer ce qui restait du trésor des rois de Navarre. À cette date, la ville cesse d'être  "place de sûreté" pour les Huguenots.
À la Révolution française, Navarrenx fut choisie comme premier chef-lieu du département des Basses-Pyrénées (4 mars 1790), avant que la ville de Pau ne lui succède, le 14 octobre 1790.
Le 23 juillet 1791, se crée à la hâte la « Société des Amis de la Constitution » dont les délibérations ne manquent pas de piquant comme en témoigne le cahier encore consultable à ce jour. Si à Paris la guillotine faisait son œuvre, à Navarrenx on faisait des palabres et les bonnes intentions ne manquaient pas : « ceux de Navarrenx, aux Pyrénées, perdus dans les montagnes, avec si peu de ressources, n'ayant pas la communauté du langage, bégayant le français du Nord, offrent à la patrie leur cœur, leur impuissance même » (Jules Michelet). À la lecture du cahier on ne peut manquer de remarquer que lors de la Terreur dans les premiers mois de 1794 les absences se multiplient aux réunions de la Société, malgré les menaces de sanctions.
En 1814, sous le commandement du colonel Joseph-Hypolite Regnault (futur maire de la ville de 1860 à 1866), la garnison (460 hommes et 54 bouches à feu) résista au blocus de la division du général Pablo Morillo, malgré ses appels à la reddition : « Ouvrez les yeux, soldats de la garnison de Navarrenx. Laissez cette malheureuse place à ceux qui repoussent le bonheur. Venez à nous nous vous recevrons ». La division de Pablo Morillo faisait partie des troupes hispano-anglaises de Wellington auxquelles le maréchal Soult donnait du fil à retordre dans une retraite remarquable de Bayonne à Toulouse en passant par Orthez.
En 1828, la commune de Bérérenx est unie à Navarrenx.
Sous la porte fortifiée, une plaque rappelle le passage, en 1828, d'amoureux illustres : le pianiste Franz Liszt et son élève paloise, Caroline de Saint-Cricq, qu'il dut quitter car le comte de Saint-Cricq, financier du royaume, avait pour sa fille d'autres ambitions. Il est cependant beaucoup plus probable que ce passage ait eu lieu en 1844. En effet, l'emploi du temps de Franz Liszt est connu de janvier à juillet 1828, date de la rupture avec Caroline de Saint-Criq. Cet emploi du temps ne mentionne aucun voyage. La manière pour un jeune homme de 16 ans, sans moyen, et pour une jeune fille de 17 ans sévèrement surveillée de quitter Paris pour venir se promener à Navarrenx est douteuse. À cette époque, un tel périple durait 15 à 20 jours minimum aller-retour. En revanche, Liszt a séjourné du 7 au 21 octobre 1844 à Pau, où il a rencontré à cette occasion Caroline de Saint-Criq, épouse de Bertrand Dartigaux depuis 1831. C'est donc très certainement dans ces jours-là que se situe la fameuse visite aux remparts de Navarrenx.
À la demande unanime des habitants, la place est déclassée définitivement en 1871 et perd sa garnison. Navarrenx est restée place de guerre de 1546 jusqu'à la fin du XIXe siècle.

## Héraldique
| Blason | Blasonnement : D’azur à la fleur de lis d’or surmonté d’un lambel à trois pendant de gueules. Commentaires : il existe un blason plus ancien (armorial du Père Pierre de la Planche de 1669) : D'argent à la vache de gueules acornée, accolée et clarinée d'azur allaitant un veau de même, bordure engrêlée de sinople. Les couleurs de la ville et des clubs sportifs vert (sinople) et blanc (argent) viennent de ce premier blason. La ville fortifiée de Navarrenx n'est pas blasonnée dans l'Armorial Général de France de Charles d'Hozier (1696). La devise est : « Si you ti bau » (Si moi j'y vais). C'était le nom du plus gros canon de la cité fortifiée. « Si moi j'y vais » est un défi lancé par ce canon envers les ennemis. |

## Politique et administration
| Période                                  | Période  | Identité                       | Étiquette | Qualité                                |
| ---------------------------------------- | -------- | ------------------------------ | --------- | -------------------------------------- |
| 1841                                     | 1845     | Jean-Baptiste-Prosper Darralde |           | médecin impérial                       |
| 1995                                     | 2001     | Joseph Sarrat                  | UDF       |                                        |
| 2001                                     | 2020     | Jean Baucou                    | DVD       |                                        |
| 2020                                     | En cours | Nadine Barthe                  | DVG       | Conseillère départementale depuis 2015 |
| Les données manquantes sont à compléter. |          |                                |           |                                        |

### Intercommunalité
Navarrenx fait partie de huit structures intercommunales :
- l’agence publique de gestion locale ;
- la communauté de communes du Béarn des Gaves ;
- le SIVU d'assainissement de Navarrenx ;
- le syndicat AEP de Navarrenx ;
- le syndicat d’énergie des Pyrénées-Atlantiques ;
- le syndicat de la perception de Navarrenx ;
- le syndicat intercommunal des gaves et du Saleys ;
- le syndicat mixte forestier des chênaies des vallées basques et béarnaises.

La commune accueille le siège de la communauté de communes du canton de Navarrenx, ainsi que ceux du SIVU d'assainissement de Navarrenx, du syndicat AEP de Navarrenx, du syndicat de la perception de Navarrenx, et enfin du syndicat mixte forestier des chênaies des vallées basques et béarnaises.

### Jumelages
- Rheinstetten (Allemagne) depuis 1995.
- Sádaba (Espagne) (Espagne) depuis 2003[59]
- Scorzè  Italie

## Population et société

### Démographie
L'évolution du nombre d'habitants est connue à travers les recensements de la population effectués dans la commune depuis 1793. Pour les communes de moins de 10 000 habitants, une enquête de recensement portant sur toute la population est réalisée tous les cinq ans, les populations de référence des années intermédiaires étant quant à elles estimées par interpolation ou extrapolation. Pour la commune, le premier recensement exhaustif entrant dans le cadre du nouveau dispositif a été réalisé en 2005.

En 2022, la commune comptait 1 046 habitants, en évolution de +0,19 % par rapport à 2016 (Pyrénées-Atlantiques : +3,78 %, France hors Mayotte : +2,11 %).
| 1793  | 1800  | 1806  | 1821  | 1831  | 1836  | 1841  | 1846  | 1851  |
| ----- | ----- | ----- | ----- | ----- | ----- | ----- | ----- | ----- |
| 1 445 | 1 186 | 1 261 | 1 385 | 1 533 | 1 574 | 1 814 | 1 922 | 1 770 |

| 1856  | 1861  | 1866  | 1872  | 1876  | 1881  | 1886  | 1891  | 1896  |
| ----- | ----- | ----- | ----- | ----- | ----- | ----- | ----- | ----- |
| 1 551 | 1 636 | 1 553 | 1 348 | 1 300 | 1 395 | 1 430 | 1 383 | 1 271 |

| 1901  | 1906  | 1911  | 1921  | 1926  | 1931  | 1936  | 1946  | 1954  |
| ----- | ----- | ----- | ----- | ----- | ----- | ----- | ----- | ----- |
| 1 288 | 1 325 | 1 302 | 1 094 | 1 088 | 1 021 | 1 057 | 1 096 | 1 061 |

| 1962  | 1968  | 1975  | 1982  | 1990  | 1999  | 2005  | 2006  | 2010  |
| ----- | ----- | ----- | ----- | ----- | ----- | ----- | ----- | ----- |
| 1 070 | 1 064 | 1 146 | 1 160 | 1 036 | 1 133 | 1 138 | 1 155 | 1 075 |

| 2015  | 2020  | 2022  | - | - | - | - | - | - |
| ----- | ----- | ----- | - | - | - | - | - | - |
| 1 041 | 1 053 | 1 046 | - | - | - | - | - | - |

## Économie
Depuis presque deux siècles le port fluvial ne voit plus passer les 300 radeaux composés de fûts de sapins provenant de la vallée d'Aspe. Au printemps, les radeleurs les conduisaient jusqu'à Bayonne, où la Marine royale en faisait des mâts pour ses navires.
Aujourd'hui, l'activité repose sur l'agriculture (élevage, pâturages, maïs, polyculture), le tourisme, l'artisanat et le commerce bien représenté, mais foires et marchés n'ont plus l'importance d'autrefois. La commune fait partie de la zone d'appellation de l'ossau-iraty.
Après la disparition d'une très importante fabrique de meubles (Lansalot), l'activité industrielle est très réduite. Une micro centrale hydraulique est présente dans la commune[réf. nécessaire].
De 2002 à 2020, une fabrique de cigares est installée sur la place des Casernes ; elle produit et commercialise des cigares fabriqués par des ouvrières cubaines à partir de tabac cultivé localement, vendus sous la marque Navarre puis Hedon,.

## Culture locale et patrimoine

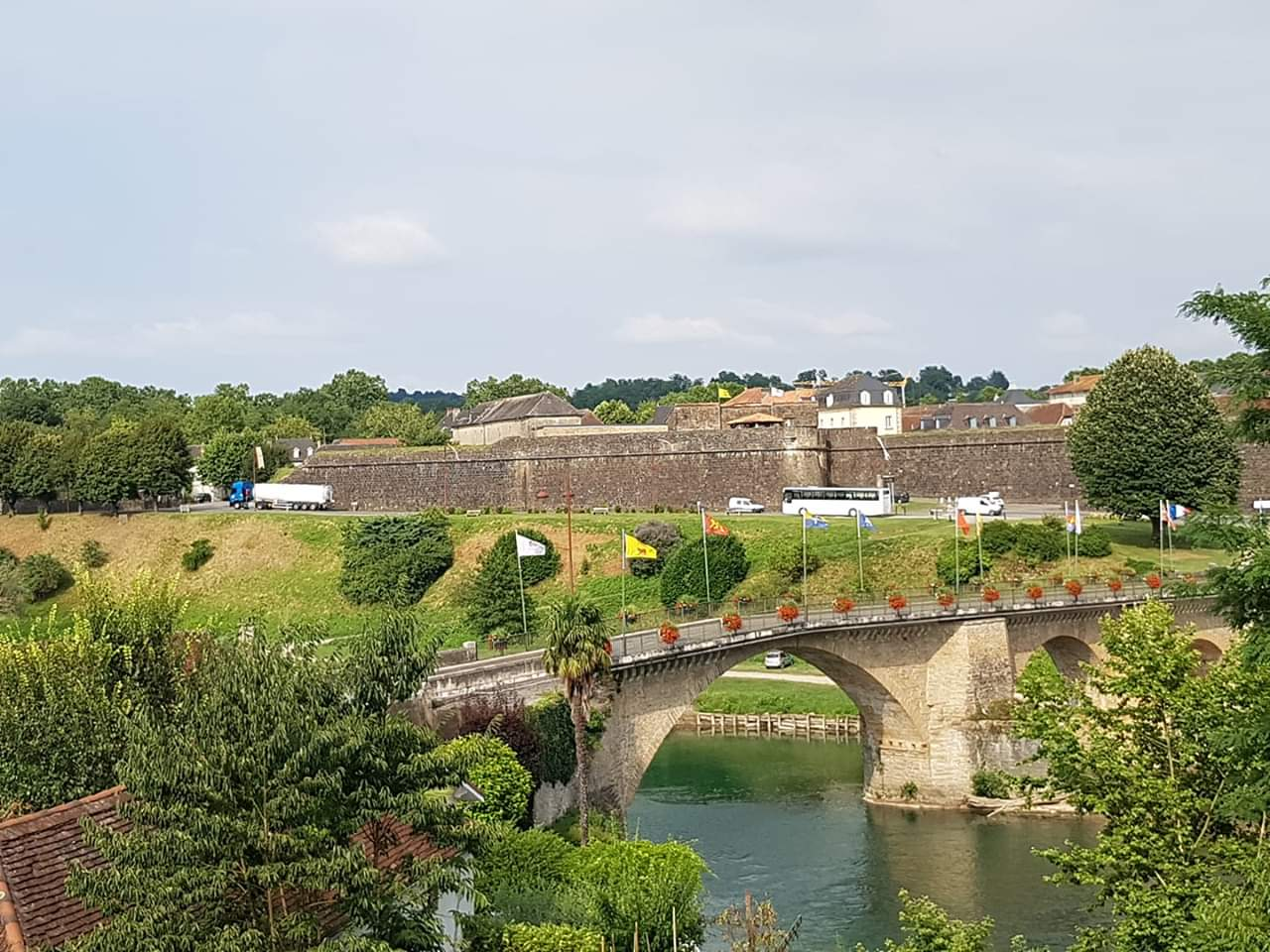
Navarrenx, ses remparts, son pont, le gave.
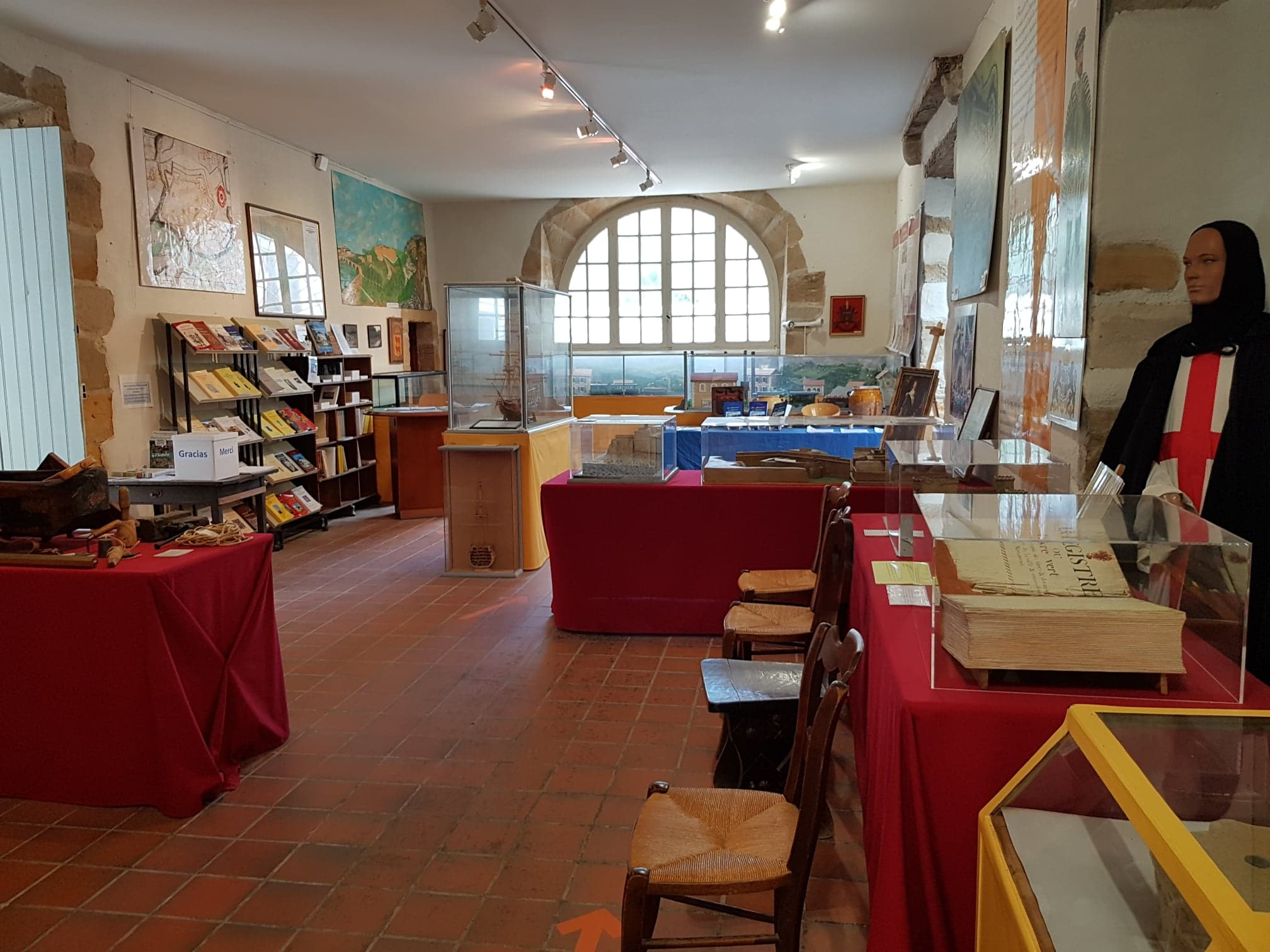
Le Centre d'Interprétation de Navarrenx - CIN - retrace l'histoire riche de la ville.

Navarrenx fait partie de l'association des Plus beaux villages de France depuis octobre 2014. C’est le premier village labellisé du Béarn. Plusieurs critères ont prévalu à l’attribution du label dont la richesse économique et l’activité culturelle.

### Patrimoine civil
Navarrenx est ceinturée par la première enceinte bastionnée construite en France de 1538 à 1547 par la volonté d'Henri II d'Albret, roi de Navarre, vicomte de la Souveraineté de Béarn. Les plans sont dus à l'architecte italien Fabricio Siciliano dont la présence est attestée à Navarrenx le 11 décembre 1544, et la réalisation aux maîtres maçons béarnais François Girard et Arnaud de Mirassor.
Ce patrimoine se trouve dénaturé depuis la fin du XIXe siècle, lorsqu'une décision municipale, irréfléchie, a autorisé la démolition de « la Porte de France » ou « des Mousquetaires » ainsi que le percement inesthétique et demeuré en l'état, de la courtine « Saint Antoine », dans le prolongement de la rue « Saint Germain ».
Ceinte de murs dès le XIVe siècle, la ville garde de beaux vestiges comme la porte Saint-Antoine, refaite en 1645, la tour de la Poudrière, la place des Casernes, la fontaine militaire, ainsi que des maisons gothiques et, sur la place de la mairie, un arsenal du XVIIe siècle construit sur les ruines de la maison des rois de Navarre.
La maison, dite maison Paillé, date du XVIe siècle.
 L'ancien arsenal construit vers 1680, sert actuellement de centre culturel et touristique,.
La ville de Navarrenx, avec l’aide du Cercle Historique de l’Arribère (C.H.A.R), a mis à la disposition du public, un Centre d'Interprétation - CIN - situé à l'Arsenal, rue Saint-Germain, où sont exposés plusieurs maquettes et plans permettant de se faire une idée de l'histoire de la commune. De nombreux ouvrages historiques y sont en vente, dont ceux sur les célèbres Trois Mousquetaires (ouvert au public de mi-juillet à fin septembre de 15H00 à 19H00).

### Patrimoine religieux
Le pèlerinage de Compostelle
Le village est un passage de la via Podiensis ou voie du Puy-en-Velay du pèlerinage de Saint-Jacques-de-Compostelle.
L'étape précédente peut être Sauvelade, la suivante est Charre et le Château de Mongaston.

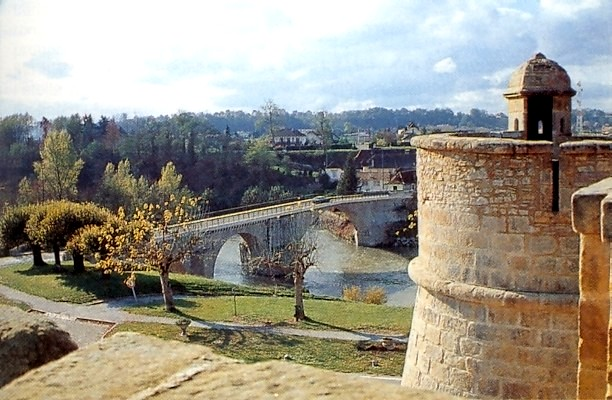
Navarrenx, le pont sur le gave d'Oloron.

Un pont du XIIIe siècle, permet aujourd'hui de franchir le gave d’Oloron, que les jacquets traversèrent longtemps à leurs risques et périls, en barque ou, lorsque le niveau de l'eau le leur permettait, par le gué de Mongaston. En 1188, le Chemin est cité dans la charte du pont de Navarrenx.
Il y eut longtemps près de la porte sud une commanderie, un hôpital et une chapelle Saint-Antoine, ces établissements prévoyaient l'accueil des pèlerins et des voyageurs.
Plusieurs hébergements (gite, chambres d'hôtes, hôtel) peuvent accueillir les pèlerins. Un pot d'accueil est assuré pour les pèlerins tous les soirs de Pâques à Toussaint.
 L'église Saint-Germain-d'Auxerre
Date du XVIe siècle, mais les bas-côtés de la nef ne furent édifiés qu’en 1862. Entre les retombées des arcs du bas-côté, les masques humains encastrés et peints, eux, sont anciens. Il n’est pas interdit d’y reconnaître de grands personnages, contemporains d’Henri II d’Albret. Une porte, située sur le côté, serait celle réservée aux cagots. L'église fut restaurée par Charles-Henri Besnard.

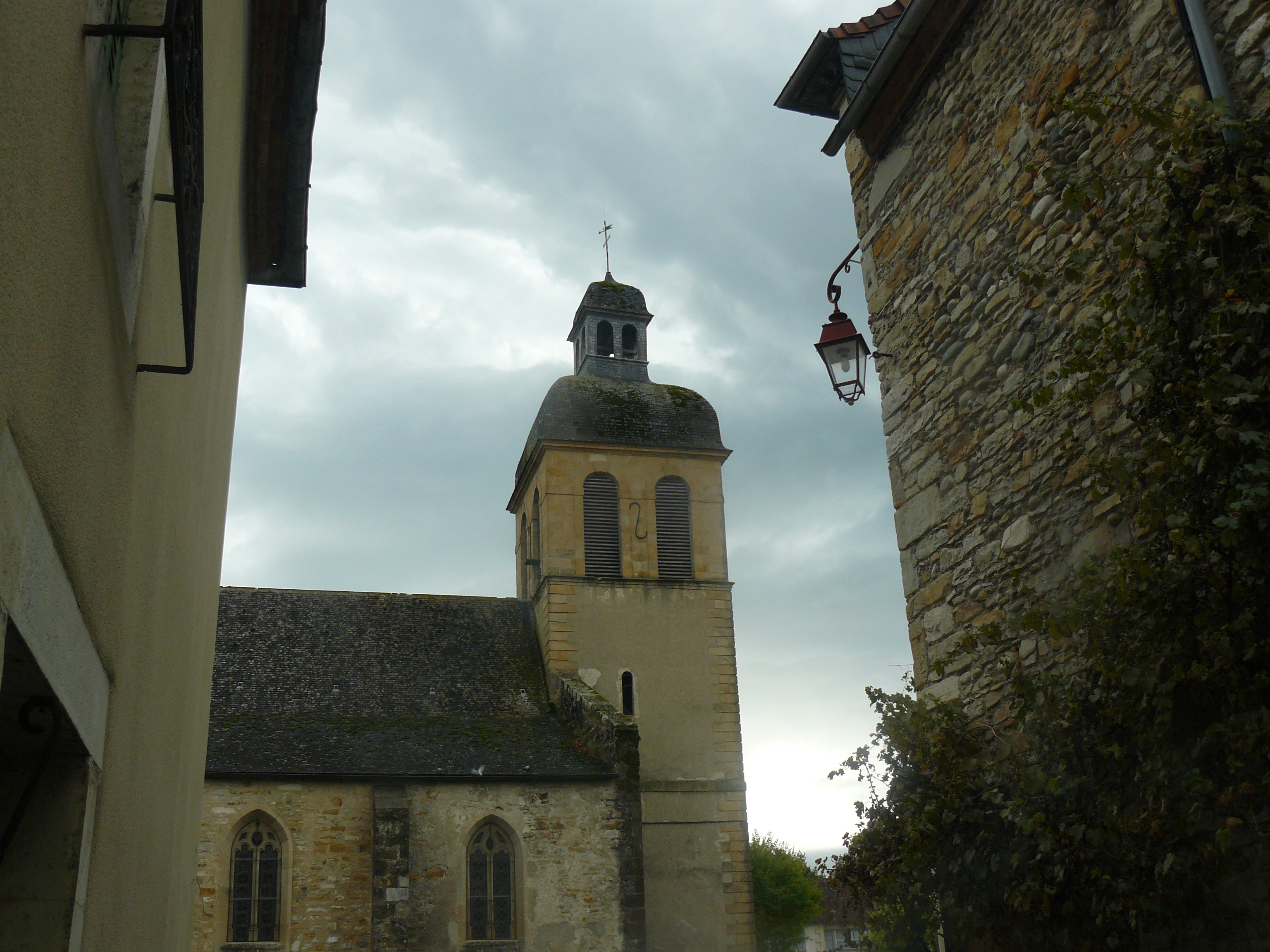
L'église Saint-Germain-d'Auxerre.
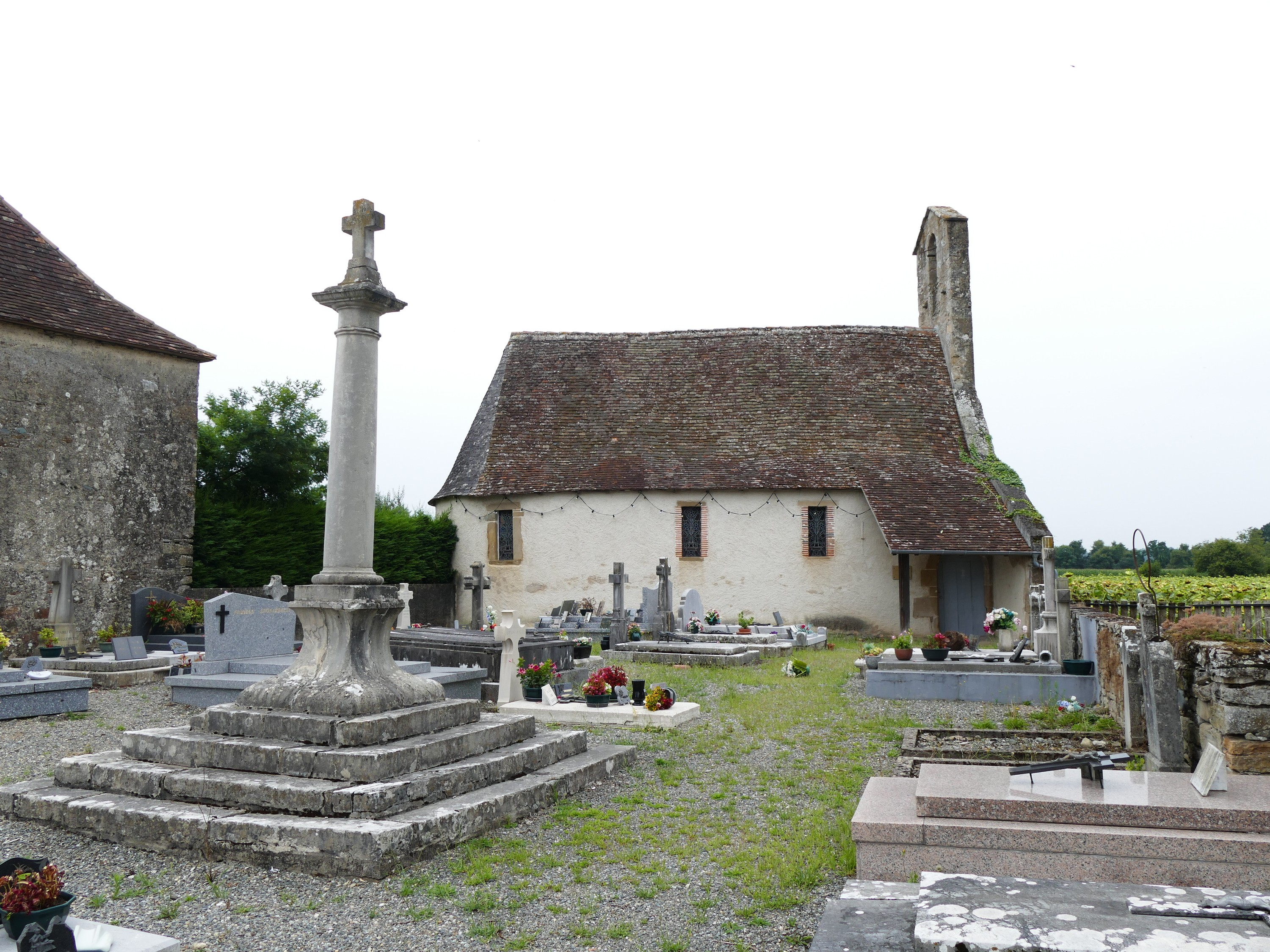
La chapelle de Bérérenx.

## Sports

### Événements sportifs
La commune se situait sur le trajet de la 16e étape du Tour de France 2007 qui eut lieu le 25 juillet. Le parcours de 218 kilomètres reliait Orthez à Gourette - col d'Aubisque.
Le 14 juillet 2015 elle se situe de nouveau sur le trajet (Tarbes-La Pierre Saint-Martin).
En 1949 le Tour de France passa à l'intérieur de la cité (Saint-Sebastien-Pau) ; Marinelli porteur du maillot jaune le perdit ce jour-là au profit de Magni[réf. nécessaire].

### Clubs et équipements sportifs
Rugby à XV 
- Le Stade navarrais rugby : (couleurs : vert et blanc), évolue en 3e division fédérale.
  - 1973/1974 : champion de France 1re série ;
  - 1975/1976 : champion de France 2e série ;
  - 1999/2000 : champion de France juniors Philiponeau ;
  - 2005/2006 : champion Sud-Ouest cadets, challenge Jean Teulière (Béarn, Côte Basque - Landes, Côte d'Argent, Limousin, Périgord - Agenais).
  - 2017-2018 : Championnat de France de rugby à XV de 3e division fédérale 2017-2018

Judo 
- Dojo intercommunal :
  - Le Judo Club navarrais : judo / jujitsu (club affilié à la Fédération française de judo/jujitsu et disciplines associées). Dojo neuf possédant 4 surfaces de combat (196 m2).

Pelote basque 
Navarrenx pelote possède pour ses prestations de deux frontons place libre et un mur à gauche couvert.

## Équipements
La commune dispose de deux écoles primaires (publique et privée), d'un collège public (collège des Remparts).

## Personnalités liées à la commune
nées au XVIe siècle
- Juan Martinez de Ezcurra (blason : d'azur à une aigle éployée d'or). Bien que Navarrais, il est au service de Charles Quint puis de Philippe II d'Espagne. Il rédige l'accord de restitution de la Navarre à ses rois légitimes spoliés en 1512 sous réserve de mariage entre Jeanne d'Albret et le futur Philippe II. Le projet ayant échoué, il espionne l'avancement des travaux de construction des remparts de Navarrenx. Découvert, la fuite lui permet de sauver sa vie. Vingt ans plus tard (1563), de mémoire, il dresse à l'intention de Philippe II un plan des fortifications d'une fidélité étonnante.
- Baron Bernard d’Arros, lieutenant général de Jeanne d'Albret, fut l'homme de la résistance béarnaise face à l'invasion de l'armée française, organisateur de la défense lors du siège de 1569. Il perdit l'un de ses deux fils au cours des combats. Son blason s'écrit ainsi : Écartelé : au 1 et 4 d'or à une roue de gueules ; aux 2 et 3 d'argent à trois chevrons d'azur ;
- Catherine de Bourbon (1559 - 1604) calviniste intransigeante, régente du Béarn, elle envoya à son frère Henri III de Navarre en quête du royaume de France pendant les deux années et demie passées à l'abri dans la cité : des munitions, des canons et des subsides.

nées au XVIIe siècle
- Paul de Batz d'Artagnan (1609 - 1703) mousquetaire puis capitaine aux gardes du roi ; frère ainé de Charles de Batz-Castelmore d'Artagnan (ayant inspiré le personnage du roman Les Trois Mousquetaires). Le roi Louis XIV lui accorde en mai 1667 le gouvernement de la forteresse de Navarrenx. Ce brevet lui est régulièrement renouvelé tous les trois ans et ce jusqu'à sa mort le 24 mai 1703. Blason, Ecartelé : aux 1 et 4 d'or à une aigle éployée de sable; au 2 et 3, d'azur, au château à deux tours d'argent, maçonnés de sable.
- Jean de Portau Seigneur de Camptort frère ainé de Isaac, le Porthos des Trois Mousquetaires, garde des munitions de Navarrenx, commissaire de guerre et super-intendant de l'artillerie du Béarn. Famille originaire d'Audaux, village voisin de Navarrenx.
- Pierre de Vitau (1640 - 1713) notaire, premier jurat de Navarrenx. Il fut député des États de Béarn à Paris pour recevoir le serment du roi de respecter les Fors de Béarn. Son blason, d'azur à un lion d'or, couronné, lampassé et armé de gueules, est toujours visible sur la façade d'une maison de la rue Saint-Germain. Ce fut la première mairie de la ville.

nées au XVIIIe siècle
- Bertrand Dufresne (1736 - 1801) descendant de cagot, membre du Conseil d'État, s'éleva aux plus hautes charges des finances de l'État (Directeur général de la Trésorerie) faisant l'admiration de Bonaparte qui fit placer son buste dans une salle du Trésor public ;
- Pierre Hourcastremé (1742 - 1832) philosophe et savant de renommée universelle. Il reçut des éloges de la part de Voltaire. Œuvre principale : les aventures de Messire Anselme chevalier des Loix.

nées au XIXe siècle
- Prosper Darralde (1804 - 1860) maire et bienfaiteur de Navarrenx. Il fut élève de René Laennec et médecin de l'impératrice Eugénie. En 1859, il reçoit à Navarrenx la visite de l’impératrice et de l'empereur Napoléon III. À cette occasion le couple impérial offre à la ville quatre tableaux dont trois sont toujours visibles dans l'église Saint-Germain, copies de Murillo, Van Dick et L. Carrache.
- Jean-Pierre Labelonye, homme politique né le 23 novembre 1810 à Navarrenx (Pyrénées-Atlantiques) et décédé le 24 avril 1874 à Paris.
- Louise, Théodore Boissié (28/09/1835 Navarrenx-23/5/1897 Paris) fille d'un Lieutenant du 14e régiment d'infanterie, en garnison à Navarrenx où il se marie. Elle est élevée à la Maison de la Légion d'honneur à Saint Denis où elle entre en 1846, la reine Marie Amélie acceptant de "payer de sa cassette, avec le concours du roi, le montant du trousseau". Elle y reste jusqu'en août 1853. Décède à la suite de ses brûlures dans l'incendie du Bazar de la Charité (132e victime)
- Jean Clédou (1841 - 1903) docteur en médecine, maire de la ville puis député des Basses-Pyrénées  de 1891 à 1902. Défenseur par clientélisme électoral des intérêts des vendeurs de bovins, sans en tirer profit matériel. Il s'opposa avec succès au professeur Edmond Nocard qui préconisait l'usage de la tuberculine dans la législation sanitaire animale ;
- Francis Jammes (1868 - 1938) aimait revenir à Navarrenx dont sa mère (Anna Bellot) était native et où elle s'était mariée le 20 septembre 1864 avec Victor Jammes. Le poète parle souvent de la petite cité et de la campagne environnante dans De l'angélus de l'aube à l'angélus du soir.

nées au XXe siècle
- Renée Massip née Castaing (1907 - 2002), écrivain membre du jury Fémina, lauréate du prix Interallié, décrit dans la Régente le présent et le passé de ses parents instituteurs avec qui elle vécut villa « Allen » à Navarrenx, dont son père fut maire ;
- Henri Lefebvre (1901 - 1991) « père » de mai 68, trop communiste pour être philosophe, trop philosophe pour être communiste. La liste de ceux qui lui ont rendu visite dans sa maison navarraise (héritée de ses tantes Darracq) reste à établir mais est impressionnante (Clara Malraux, Perec, Cohn-Bendit)[réf. nécessaire] ;
- Joseph Kosma (1905-1969) le célèbre compositeur de musique de films et de chansons, réfugié  au 10 de la rue Saint-Germain, compose en 1940 ses « Esquisses Béarnaises ». Dans ces partitions il harmonise chansons et danses de la région ;
- Raymond Grant onzième baron de Longueuil (1921 - 2004). Cousin de la reine Élisabeth II du Royaume-Uni, ses œuvres picturales sortent de l'anonymat depuis une dizaine d'années ;
- Claude Esteban (1935-2006), poète français, est enterré à Navarrenx ;
- Sébastien Ihidoy est curé Doyen de Navarrenx à partir de 1981 où il officia pendant plus de vingt ans. Pour tous les pèlerins de Saint Jacques, il est une légende pour son accueil et son humanisme qui se résume dans sa devise basque Jendia, jende (Tout homme est homme). Il est évoqué dans le film Saint-Jacques… La Mecque. Il fréquenta de façon assidue le philosophe Henri Lefebvre dont la demeure se trouvait à cent mètres de son presbytère ;
- Mady Mesplé : depuis plusieurs années, elle dirige une master-class à Navarrenx, et est la présidente d'honneur de l'association des Pierres Lyriques, dirigée par François Ithurbide, dont la vocation est de promouvoir l'art lyrique en Béarn ;
- Georgie Durosoir, née à Navarrenx, bru de Lucien Durosoir est une musicologue de réputation mondiale, spécialiste de la musique française et italienne des XVIe et XVIIe siècles, professeure émérite à la Sorbonne, chercheuse associée au Centre de Musique Baroque de Versailles ;
- Claude Dendaletche, né à Navarrenx en 1941, est un spécialiste de la biologie des écosystèmes d'altitude qu'il enseigna à l'Université de Pau et des Pays de l'Adour. Il a écrit plusieurs ouvrages retraçant : ascensions, voyages et souvenirs de montagne ;
- Jacques Borsarello, altiste de renom, est le fondateur en 2005 de la saison musicale Alto en Béarn qui, chaque été, propose stages d'alto concerts dans la ville de Navarrenx, grâce à l'Association présidée par un enfant de la ville, Pierre Hargoues-Turon.
- Caroline Leonardelli (1964-...) est une harpiste de renommée mondiale, aujourd'hui installée au Canada. Elle a vécu toute son enfance et jeunesse à Navarrenx. En novembre 2012, elle revient donner en l'église Saint-Germain l'unique concert français de sa carrière. Elle qui s'est produite devant Nelson Mandela et la reine Elisabeth II avoue : « ce concert est le plus stressant de ma vie car je le donne dans l'église où j'ai été baptisée ». À l'occasion de son retour, son père Pierre, ancien 1er adjoint et médecin de la ville lui remettra la médaille d'honneur de la cité.

Les visites longues ou courtes effectuées par les vicomtes de Béarn, les rois de Navarre, les rois de France, Gouverneurs, militaires, écrivains, musiciens, philosophes connus mériteraient elles aussi d'être mentionnées.